# 中国人民解放军国防科技大学
中国人民解放军国防科技大学（英語：National University of Defense Technology），通称国防科技大学，简称国防科大，正军级，本部位于中國湖南省长沙市，是中央军事委员会直属的综合性大学。
中国人民解放军国防科技大学是中华人民共和国顶尖高校之一，是“双一流A类”和原“985工程”、原“211工程”重点建设大学。

## 沿革

### 中国人民解放军军事工程学院

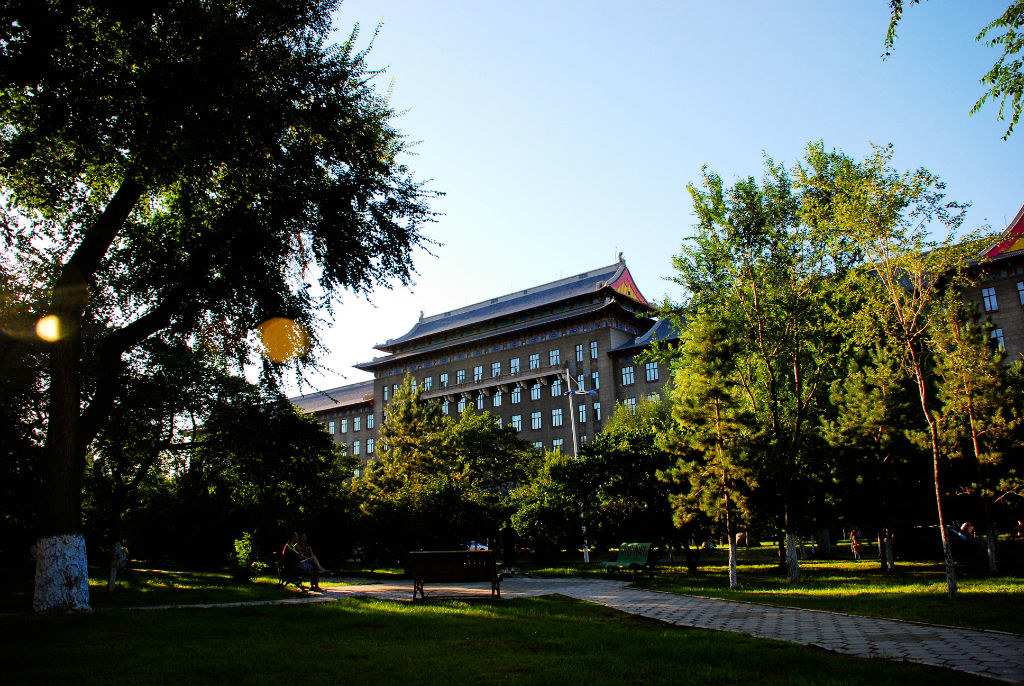
中国人民解放军军事工程学院21号楼

中国人民解放军国防科学技术大学的前身是1953年创建于哈尔滨的中国人民解放军军事工程学院（简称“军工”，俗称“哈军工”）。军事工程学院是第一个五年计划国家156项重点工程之一，是中共中央1959年确定的全国20所重点大学之一。从1953年到1966年，军事工程学院仅招生13届，但校友中的中国科学院院士和中国工程院院士达40余人，超过200人被授予将官军衔。“两弹一星”、超级计算机、隐形战斗机、导弹驱逐舰、核动力潜艇、载人航天、探月工程等尖端国防工程的大批骨干均来自军事工程学院。另外，许多军事工程学院的校友也活跃于政商界。
1952年3月18日，代总参谋长聂荣臻、副总参谋长粟裕向中央军委主席毛泽东、副主席周恩来、朱德、林彪呈送《关于成立军事工程学院的报告》。经周恩来、朱德、林彪审阅后，1952年3月26日毛泽东批示“同意”。由此“中国人民解放军军事工程学院”获得批准创办。
1952年6月3日，中央人民政府政务院总理周恩来致函苏联部长会议副主席尼古拉·布尔加宁，请苏联按5个系的规模为中国人民解放军军事工程学院派遣专家和顾问。1952年7月11日，中央军委主席毛泽东签发命令，任命陈赓为中国人民解放军军事工程学院院长。
1952年，中央军委决定，以西南军区第二高级步兵学校、华东军区军事科学研究室、中国人民志愿军第三兵团的部分干部为基础，筹建军事工程学院。中央军委还决定，建成后的军事工程学院应当为全军各军兵种培养军事科学技术人才，校址设在哈尔滨市，并且要求军事工程学院于1953年9月1日开学。
1952年8月22日，中央军委批准成立了军事工程学院筹备委员会。1952年9月1日在北京市恭俭胡同59号开始办公。筹备委员会由陈赓、徐立行、李懋之、张衍、黄景文、胡翔九、张述祖、任新民、沈正功、赵子立10人组成，主任委员陈赓，副主任委员徐立行。1952年9月16日，中央军委总政治部批准成立了军事工程学院筹备委员会临时党委。陈赓、徐立行、李懋之、张衍、胡翔九、黄景文任临时党委委员，陈赓任临时党委书记。该院成立之后， 先后有三百多位各个专业的苏联专家参与了学院的建设， 至到60年代中苏关系完全破裂。
1952年11月24日，中央军委批准了军事工程学院请调教授的报告。中央军委向中国人民解放军全军下达“为军事工程学院抽调300名助教及1000名学员的指示”。1952年11月26日，军事工程学院向中央军委呈报了校舍建筑初步计划。1952年12月15日，中央军委批准军事工程学院成立建筑委员会。1953年1月30日，中央军委总政治部批准成立中共军事工程学院委员会。1953年2月21日，中央军委命令：军事工程学院隶属中央军委各总部直接领导。军事工程学院下设6个部，5个系，22个专科，24个本科生专业。5个系是：一系空军工程系、二系炮兵工程系、三系海军工程系，四系装甲兵工程系、五系工兵工程系。1953年4月25日，基建工程动工。1953年5月13日，苏联顾问团抵达军事工程学院。1953年5月15日，毛泽东批示，军事工程学院每年毕业学员以800人为限。1953年8月26日，毛泽东为军事工程学院成立暨第一期学员开学颁发《中央人民政府人民革命军事委员会训词》，为军事工程学院题写了《工学》报名。
1953年9月1日，中国人民解放军军事工程学院成立暨第一期开学典礼大会举行，副总参谋长张宗逊代表中央军委参加。周恩来、朱德、贺龙、刘伯承、罗荣桓等为学院题词。1953年9月1日后来成为中国人民解放军国防科学技术大学的建校日。
1955年9月1日，中央军委批准，学院学制改为五年。1955年9月，学院开始招收研究生。科学教育部制定了《研究生班暂行条例（草案）》。1958年7月，军械部军械科学研究所迁来，辖属于炮兵工程系。1958年8月1日，学院首批科研成果在北京展出。
1958年12月，学院成立导弹工程系。1959年9月，中央军委批准，学院学制延长为五年半，少数专业延长为六年；取消一年的预科教育。1959年11月19日，院长陈赓向中央军委提出将学院分建、改建的建议。1959年12月23日，周恩来视察学院。1959年12月31日，中央军委决定，将炮兵工程系、装甲兵工程系、工兵工程系分出，分别组建各兵种的工程学院。1960年6月，炮兵工程系迁往武昌，与武昌高级军械技术学校合并，成立中国人民解放军炮兵工程学院（后为南京理工大学）。1960年6月，学院成立原子化学防护系。1960年8月3日，中国人民解放军总政治部批准学院成立军事法院，军事检察院。1960年8月15日，苏联政府撤走在学院工作的全部苏联专家。
1961年5月，装甲兵工程系迁往西安，成立中国人民解放军装甲兵工程学院。1961年6月，工兵工程系迁往西安，成立中国人民解放军工程兵工程学院（后迁南京，后为中国人民解放军理工大学工程兵工程学院）。1961年7月5日，中央军委第94次办公会议作出了将军事工程学院教学业务工作划归国防科委领导等决定。1961年7月26日，周恩来在中国人民解放军总政治部关于干部子弟在军事工程学院学习的表现汇报材料上作了批示。1961年8月7日，中共中央副主席、中央军委副主席林彪视察学院。1961年8月，原子化学防护系迁往长春，成立中国人民解放军防化学兵工程学院（后迁北京与中国人民解放军防化学兵学校合并组建中国人民解放军防化技术学校，后为中国人民解放军防化学院）。1961年8月，学院成立原子工程系、电子工程系。1961年9月，中央军委批准，学院学制一律改成五年。
1962年1月10日，军事工程学院院长刘居英、政委谢有法命令，公布《关于保证学员学习时间的规定》和《关于保证教师业务时间的规定》。1962年1月20日，中国人民解放军总政治部同意将军事工程学院教师（不含政治、军事教员）职务名称改成教授、副教授、讲师、助教，不再称主任教员、教员。1962年2月19日，学院颁布《军事工程学院教学工作条例（草案）》。1962年5月18日至23日，学院召开招生工作会议，根据周恩来批示，学院招生不再由组织保送，一律参加全国统考。1962年6月18日，周恩来第二次视察学院。1962年6月，学院专业从64个调整为45个，同时修订了教学大纲，学制分为五年、六年两种。1962年12月，罗瑞卿在中央军委办公会议上向军事工程学院院长刘居英传达了叶剑英、陈毅、罗荣桓、刘伯承四位元帅对学院的指示。1963年9月1日，军事工程学院庆祝建院十周年，三总部领导张爱萍、李聚奎、徐立清来院参加庆祝活动。
1964年2月21日，军事工程学院党委下达学习郭兴福教学法的指示，并且树立了军事工程学院学习郭兴福教学法的先进典型张金槐。1964年7月31日，全国人大常委会委员长朱德、国家副主席董必武、全国妇联主席康克清来学院视察。
1965年5月5日，中央军委决定，军事工程学院划归国防科委建制领导。1965年5月15日，学院撤销了保证学员学习时间和保证教师业务时间的“两道命令”。1965年8月17日，毛泽东批转《关于军事工程学院第一批参加农村社教运动的报告》。1965年9月21日，学院党委制定了“三段教学，四至五年”教改方案，专业从45个调整为33个。

### 哈尔滨工程学院
1965年10月21日，中共中央批准中央军委《关于军事工程学院等三所院校改变管理体制的报告》，决定自1966年1月1日起，三所院校改成地方体制，仍归国防科委领导。其中，军事工程学院更名为“哈尔滨工程学院”。1965年12月19日，中央军委通知，经周恩来同意，军事工程学院改制可以推迟至1966年4月1日起执行。
1966年4月，被指责为全军四个“不突出政治”的落后单位之一的军事工程学院，被集体转业，退出军队序列，更名为“哈尔滨工程学院”，仍隶属国防科委。
1966年4月，成立电子计算机系。1966年5月11日，根据中共黑龙江省委部署，哈尔滨工程学院召开“文化大革命”誓师动员大会，成立“文化大革命”领导小组。1966年7月22日，任允中率领中共黑龙江省委工作队进驻学院。
1967年1月31日，“军工红色造反者联合接管委员会”夺取院、系两级党政大权。2月18日，“军工红色造反者革命委员会”成立。6月1日，经黑龙江省革命委员会批准，“军工红色造反者革命委员会”更名为“哈尔滨工程学院革命委员会”。
1968年3月，哈尔滨工程学院开始“清理阶级队伍”。1968年8月29日，黑龙江省革命委员会派出“工人毛泽东思想宣传队”进驻哈尔滨工程学院。1968年11月15日，根据中共中央、国务院、中央军委相关文件规定，对毕业生进行了分配。
1969年8月，根据黑龙江省革命委员会通知，学院736名干部参加了“赴边疆毛泽东思想宣传队”。1969年12月4日，国防科委副主任罗舜初传达中央军委指示：决定学院内迁至三线办学，偏重军工迁至长沙。1969年12月20日，国防科委传达中央军委指示：学院主体（院直领导机关、4个系以及基层单位）内迁长沙；航空工程系迁西安，并入西北工业大学；原子工程系迁四川省重庆市北碚，组建重庆工业大学（后该系调出并入国防科学技术大学）；舰船工程系留在哈尔滨，更名哈尔滨船舶工程学院（后为哈尔滨工程大学）；风洞实验室更名风洞研究所（后为中国航空工业空气动力研究院）。

### 长沙工学院
1970年1月29日，国防科委传达国务院、中央军委通知：自2月15日起，哈尔滨工程学院归中华人民共和国第七机械工业部领导。1970年5月2日，中央军委批复，长沙工程兵学院营房移交国防科委。1970年5月4日，中国人民解放军总参谋部、中国人民解放军总后勤部批复国防科委的报告，同意哈尔滨工程学院营房移交中国人民解放军沈阳军区。1970年6月15日，国务院、中央军委决定，哈尔滨工程学院内迁长沙，更名“长沙工学院”，归中国人民解放军广州军区领导。1970年8月，中央军委决定，长沙工学院由湖南省革命委员会、中国人民解放军湖南省军区和中华人民共和国第七机械工业部实行双重领导。1970年10月，学院教职工开始分成4批迁往长沙。1970年11月8日广州军区批复，舟桥八十四团营房移交长沙工学院使用。1970年11月14日，广州军区派出工作组全面领导学院工作，工作组组长韩凯亚，副组长丁原昌。1970年12月3日，经广州军区批准，学院启用“长沙工学院”公章。1970年12月，根据中国人民解放军总参谋部、中国人民解放军总后勤部指示，原哈尔滨工程学院64万多平方米校舍、近10万件营具全部移交中国人民解放军黑龙江省军区。
1971年12月3日，国务院业务组和军委办公会议批准，长沙工学院的任务主要是为第七机械工业部培养技术人员，兼顾国防科委直属研究院、基地和第二炮兵、湖南地区的需要。1972年4月8日，“文化大革命”期间该学院招收的第一期短学制大学生开学。1972年4月11日，经中共湖南省委批准，长沙工学院临时党委成立。1972年11月13日，长沙工学院临时党委向毛泽东、中共中央、中央军委呈送关于请求恢复或重建军事工程学院的报告。并且长沙工学院临时党委还通过广州军区的领导，要求将长沙工学院重归部队序列。但长沙工学院临时党委的请求没有获得回复。
1973年7月3日，国务院、中央军委决定：撤销重庆工业大学，原哈工大的相关专业迁回哈尔滨工业大学；原军工二系调归长沙工学院建制。1973年8月9日，广州军区工作组奉命撤出长沙工学院，长沙工学院工作由长沙工学院临时党委副书记张文峰主持。1974年4月25日，湖南省革命委员会派工宣队进驻长沙工学院。

### 中国人民解放军国防科学技术大学

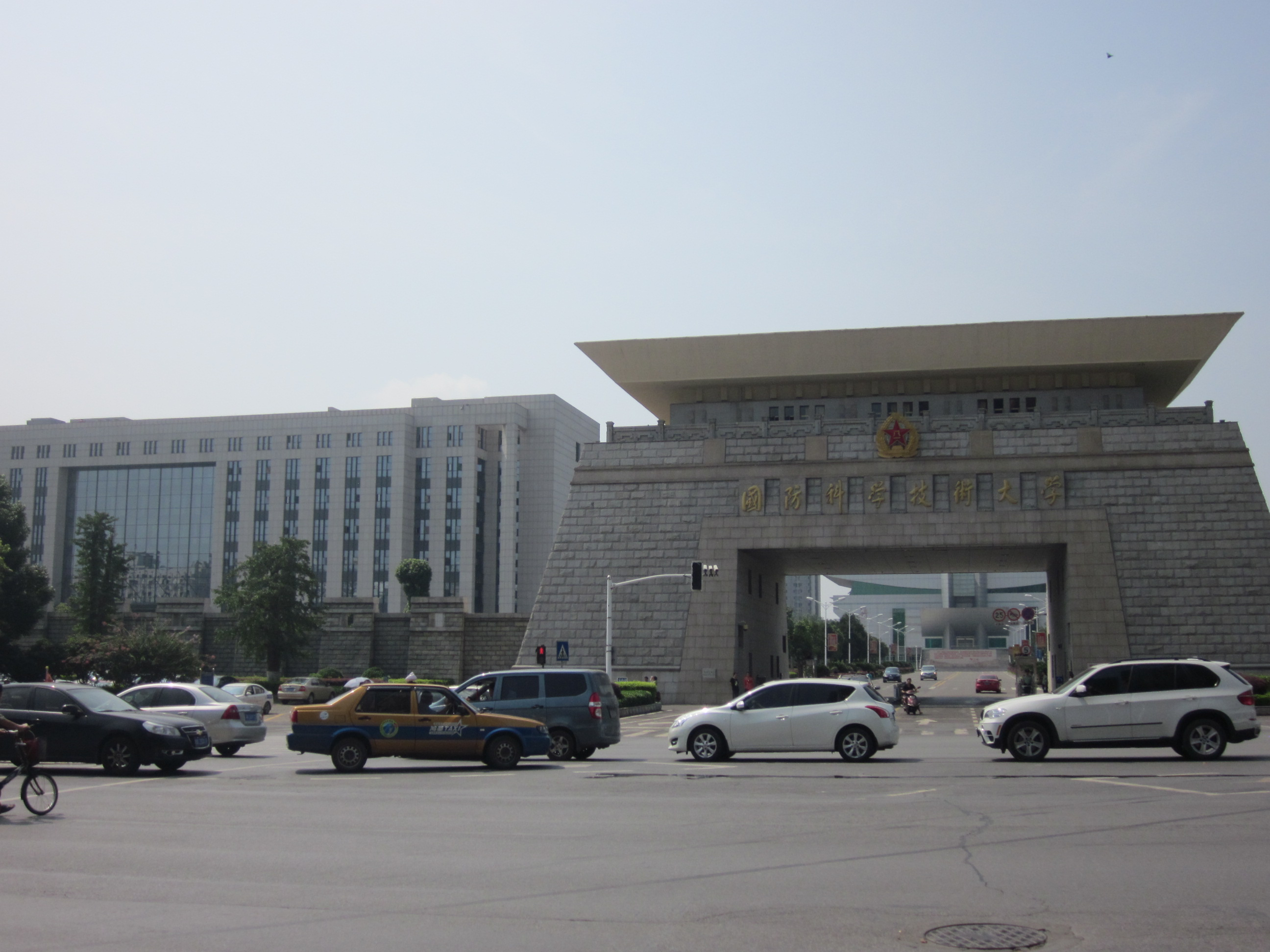
原中国人民解放军国防科学技术大学大门

1972年8月6日，周恩来在人民大会堂召开的一次会议上得知哈尔滨工程学院已经分建和内迁，十分惋惜，并提出是否能恢复军事工程学院。1973年，周恩来在中央军委召开的一次专委会上再次提到该问题。1973年，叶剑英在见到刘居英时，也询问为何将哈尔滨工程学院拆散。
1975年，邓小平复出主持中央和中央军委工作后，很快指示国防科委拿出“以长沙工学院为基础，筹办国防科技大学”的具体方案。但不久，邓小平在“批邓、反击右倾翻案风”中下台，上述方案被搁置。
1976年10月粉碎“四人帮”。1977年3月20日，经国务院、中央军委批准，学院专业、体制再次调整。院机关设四部一办，下设4个系（不含核武器系）、22个专业、1个研究所、1个工厂。1977年春，长沙工学院领导以长沙工学院临时党委的名义，向主持中央军委工作的叶剑英呈交报告，请求恢复军事工程学院或成立国防科技大学。同时，他们还到北京向副总参谋长李达、杨成武汇报。同年7月，长沙工学院副院长张文峰到北京，准备向国防科委领导汇报学院情况。
1977年7月23日，中央军委副主席邓小平在自己家中接见了长沙工学院临时党委负责人张文峰以及主管教学工作的高勇，邓小平说自己在1975年便想在军队搞一所国防科技大学，自高中直接招生（这是针对“文革”期间废除高考、招收仅有初中文化的工农兵学员而言），同意他们上报以长沙工学院为基础、组建国防科技大学的方案。
1977年8月25日，长沙工学院临时党委向中共中央、中央军委和国防科委呈送《关于组建中国人民解放军国防科技大学的意见的报告》，经国防科委上报中央军委。1977年9月1日，中央军委副主席邓小平审阅该报告，批示“同意。由张爱萍同志负责落实”，并将该报告批送华国锋、叶剑英、李先念、汪东兴、罗瑞卿、张爱萍。随后，华国锋、叶剑英、李先念、汪东兴等领导在报告上批示“同意”。1977年9月1日，长沙工学院在高考中录取的582名本科生开学（此处似有误，1977年8月4日早晨，鄧小平在人民大會堂親自主持召開了由33位全國各地的著名科學家、教授以及科學和教育部門負責人參加的座談會。鄧小平決定恢復中斷10年之久的高考制度。1977年高考由各省分別命題和組織考試，在12月举办，例如北京市高考是1977年12月7-9日，共3天。1978年高考，全國首次實施統一命題，分省錄取。自此，分省錄取的制度基本沿用到現在。当(1977)年高考录取者是1978年春季入学）。
1977年9月26日至30日，国防科委在北京友谊宾馆举行国防科技大学筹备工作会议。会议由国防科委副主任李光军主持，国防科委、二机部、七机部、第二炮兵及长沙工学院的代表与会。10月3日晚和10月4日下午，国防科委党委常委会讨论了国防科技大学筹建方案，决定体制要上报军委，列入军队序列，名称为“中国人民解放军国防科学技术大学”。10月6日，国防科委钱学森接见长沙工学院代表，就国防科学技术大学专业设置问题和大家座谈。10月8日，国防科委主任张爱萍接见长沙工学院代表。1977年10月中旬，国防科委向国务院、中央军委呈报了《关于组建中国人民解放军国防科学技术大学的请示报告》。
1978年6月6日，国务院、中央军委下达《关于成立中国人民解放军国防科学技术大学的通知》（国发〔1978〕110号文件），决定将长沙工学院改建为“中国人民解放军国防科学技术大学”，自1978年10月1日起归属国防科委建制领导，列入军队序列，执行兵团级职权，1978年10月1日正式生效。教职工为现役军人，学生不穿军装不入伍。
1979年1月25日，中国共产党中国人民解放军国防科学技术大学临时委员会成立。1979年4月21日，国防科委颁发国防科技大学体制编制表，下设3个部、9个系、23个专业、39个教研室、13个研究室。1980年9月25日至28日，中国共产党中国人民解放军国防科学技术大学第一次党代表大会召开。1984年9月25日，国务院批准14所大学为重点建设院校，国防科技大学为其中之一。1984年12月，经中央军委批准，学校本科生专业调整为25个；应用力学系更名为航天技术系。1984年12月，经国家科委批准，学校设计算机科学与技术博士后科研流动站。1986年12月，经中央军委批准，学校材料燃料系改称材料科学与应用化学系，精密机械系改称精密机械与仪器系，航天技术系兼研究所，应用物理系兼研究所，电子技术系兼研究所。
学校是国务院首批批准有权授予硕士、博士学位的院校。1985年1月30日成立研究生院，是全国首批试办研究生院的院校之一。1989年6月30日，中央军委决定将国防科技大学列入军队院校编制序列，任务由主要为国防工业部门培训人才改成为全军培养高级专业工程技术人才。学校仍旧隶属于教育部和国防科工委管理。老生仍不入伍。1992年8月28日，根据《全军军官院校任务规划表》、《全军院校编制系统表》，国防科技大学执行正军级职权，学校机关设师级部、处、办8个，下设9个系、1个基础部，同时学校调整领导班子。1995年从教育部和国防科工委划归到总参谋部管理，毕业生文凭从教育部颁发的普通高校文凭改为总参军事院校文凭。
1999年6月18日，中国人民解放军长沙炮兵学院、中国人民解放军长沙工程兵学院、中国人民解放军长沙政治学院并入，组建新的中国人民解放军国防科学技术大学，成为全军5所综合大学之一，直属中央军委，执行副大军区级职权。该校受国防部和教育部双重领导。并入的三校沿革为：
- 中国人民解放军长沙炮兵学院：1978年6月在长沙成立中国人民解放军第三地面炮兵学校，1986年6月更名中国人民解放军长沙炮兵学院。1999年井入国防科技大学，成为国防科技大学炮兵学院（2004年撤销）[17]。
- 中国人民解放军长沙工程兵学院：1950年12月在南京成立华东军区工兵指挥部兼工兵学校，后相继改为中国人民解放军工兵学校、中国人民解放军工程兵学校、中国人民解放军第一工程兵学校，1969年8月撤销。1978年7月在长沙恢复重建中国人民解放军工程兵学校。1986年6月更名中国人民解放军长沙工程兵学院。1999年并入国防科技大学，成为国防科技大学工程兵学院[18][19]。2004年6月，由国防科学技术大学原工程兵学院、原学员旅、原人文与管理学院军事教育系合并组建指挥军官基础教育学院。
- 中国人民解放军长沙政治学院：1949年8月在长沙成立成立华中军政大学湖南分校，后相继改为中南军政大学第三分校、中国人民解放军第四政治干部学校、中国人民解放军第一政治学校、中国人民解放军政治学校、中国人民解放军铁道兵军政干部学校、中国人民解放军铁道兵学院、中国人民解放军干部文化学校、中国人民解放军长沙政治军官进修学院。1993年更名中国人民解放军长沙政治学院。1999年并入国防科技大学，成为国防科技大学政治学院（2004年撤销）[20]。2004年6月，以原四所院校担任政治理论教学的教员为基础，组建人文与社会科学学院[21]。

1996年，学校是第一批进入国家“211工程”建设计划的院校。2004年，学校成为军队唯一进入国家“985工程”建设计划的院校。学校也是军队唯一纳入国家“双一流”建设支持的院校。1991年3月17日，中共中央总书记、中央军委主席江泽民视察学校。2003年，江泽民为学校题写“厚德博学、强军兴国”校训。2007年，胡锦涛勉励学校为推进科技强军战略、建设创新型国家作出新的更大贡献。2013年11月5日，习近平视察学校并发表讲话，号召“加快建设具有我军特色的世界一流大学，努力把国防科学技术大学办成高素质新型军事人才培养高地、国防科技自主创新高地”。
2017年改革前，学校分为四个校区，均在长沙市。一号院位于长沙市开福区德雅路109号，是学校本部。二号院位于长沙市天心区新开铺路1186号，是原长沙炮兵学院的校址。三号院位于长沙市开福区福元路1号，是原长沙工程兵学院的校址。四号院位于长沙市天心区芙蓉中路869号，是原长沙政治学院的校址。

### 中国人民解放军国防科技大学
2017年，在深化国防和军队改革中，中国人民解放军国防科学技术大学、中国人民解放军国际关系学院、中国人民解放军国防信息学院、中国人民解放军西安通信学院、中国人民解放军电子工程学院、中国人民解放军理工大学气象海洋学院为基础重建中国人民解放军国防科技大学。校本部设在长沙，内设学院位于长沙、南京、武汉、合肥等地。学校是直属中央军委领导的军队综合性大学。
2017年7月19日，新调整组建的军事科学院、国防大学、国防科技大学成立大会暨军队院校、科研机构、训练机构主要领导座谈会在北京八一大楼举行，中共中央总书记、国家主席、中央军委主席习近平向军事科学院、国防大学、国防科技大学授军旗、致训词，出席座谈会并发表讲话。习近平在训词中说，“国防科技大学是高素质新型军事人才培养和国防科技自主创新高地。要紧跟世界军事科技发展潮流，适应打赢信息化局部战争要求，抓好通用专业人才和联合作战保障人才培养，加强核心关键技术攻关，努力建设世界一流高等教育院校。”
2023年8月，根据中央军委命令，中国人民解放军战略支援部队信息工程大学外国语学院整体移交中国人民解放军国防科技大学国际关系学院，对外名称中国人民解放军国防科技大学洛阳校区。。后与南京国际关系学院本部一起，重组为中国人民解放军国防科技大学外国语学院。
2025年5月15日，中华人民共和国国防部例行记者会发布消息：为了贯彻落实中共二十届三中全会精神，适应军兵种结构布局调整和军事人才培养需要，中央军委决定，以中国人民解放军国防科技大学信息通信学院、中国人民解放军陆军工程大学通信士官学校为基础组建信息支援部队工程大学，校本部位于湖北省武汉市，面向社会招收普通高中毕业生，招生专业、招生数量等信息待公布。

## 机构设置
| 院所设置 - 理学院 - 计算机学院 - 电子科学学院 - 前沿交叉学科学院 - 智能科学学院 - 系统工程学院 - 空天科学学院 - 外国语学院 - 电子对抗学院 - 气象海洋学院 - 军政基础教育学院 - 研究生院 - 第六十三研究所 | 管理机构 |

## 历任领导
| 校长 1. 陈赓 大将（1952年7月11日—1961年3月16日逝世，军事工程学院院长） 2. 刘居英 少将（1961年7月24日—1966年3月，军事工程学院院长；1966年3月—8月撤职，哈尔滨工程学院院长兼党委书记） 3. 张衍（1978年9月13日—1983年12月，国防科学技术大学校长） 4. 张良起 少将（1983年12月21日—1990年6月，国防科学技术大学校长） 5. 陈启智 中将（1990年6月30日—1994年2月，国防科学技术大学校长） 6. 郭桂蓉 少将（1994年2月—1996年7月，国防科学技术大学校长） 7. 温熙森 中将（1996年7月—2008年7月，国防科学技术大学校长） 8. 张育林 中将（2008年7月—2011年6月，国防科学技术大学校长） 9. 杨学军 中将（2011年6月—2017年7月，国防科学技术大学校长） 10. 邓小刚 少将（2017年7月—2019年12月） 11. 黎湘 少将（2019年12月—） 副校长 - 刘居英（1954年2月28日—1961年7月，军事工程学院副院长） - 李懋之（1961年12月24日—1966年3月，军事工程学院副院长） - 张文峰（1966年3月—1979年1月，哈尔滨工程学院、长沙工学院副院长；1979年1月22日—1983年12月，国防科学技术大学副校长） - 曹鹤荪（1966年3月—1979年1月，哈尔滨工程学院、长沙工学院副院长；1979年1月22日—1983年12月，国防科学技术大学副校长） - 周明鸂（1979年1月22日—1983年12月，国防科学技术大学副校长） - 孙本旺（1979年7月24日—1985年8月，国防科学技术大学副校长） - 慈云桂（1979年7月24日—1985年8月，国防科学技术大学副校长） - 张志勇（1980年5月5日—1985年8月，国防科学技术大学副校长） - 陈启智 少将（1983年12月21日—1990年6月，国防科学技术大学副校长） - 夏铭智 少将（1986年9月2日—1992年8月，国防科学技术大学副校长） - 郭桂蓉 少将（1990年6月30日—1994年2月，国防科学技术大学副校长） - 朱宗德 少将（1992年3月17日—1999年4月，国防科学技术大学副校长） - 温熙森 少将（1994年2月—1996年7月，国防科学技术大学副校长） - 曹秉晋 少将（1999年7月—2003年12月，国防科学技术大学副校长） - 齐治昌 少将（1999年7月—2001年12月，国防科学技术大学副校长） - 张惠钧 少将（1997年7月—2003年12月，国防科学技术大学副校长） - 卢锡诚 少将（2000年12月—2006年8月，国防科学技术大学副校长） - 许楚鑫 少将（2001年12月—2006年8月，国防科学技术大学副校长） - 张银福 少将（2002年6月—？，国防科学技术大学副校长） - 沈永平 少将（2003年12月—2006年12月，国防科学技术大学副校长） - 匡兴华 少将（？—？，国防科学技术大学副校长） - 庄钊文 少将（2006年8月—？，国防科学技术大学副校长） - 周良柱 少将（2006年12月—？，国防科学技术大学副校长） - 杨学军 少将（2009年—2011年6月，国防科学技术大学副校长） - 王广臣 少将（2010年—？，国防科学技术大学副校长） - 邓小刚 少将（2011年6月—2017年7月，国防科学技术大学副校长） - 沈志宇 少将（2013年—？，国防科学技术大学副校长） - 刘泽金 少将（2017年7月—） - 王怀民 少将（2017年7月—2020年7月） - 吴建军少将（2020年7月—） - 凌仕明 少将（2017年7月—） | 政治委员 1. 陈赓 大将（1953年9月—1958年5月，军事工程学院院长兼政治委员） 2. 谢有法 中将（1958年5月1日—1966年4月，军事工程学院政治委员） 3. 李东野（1979年2月10日—1983年12月，国防科学技术大学政治委员） 4. 汪浩 少将（1983年12月21日—1990年6月，国防科学技术大学政治委员） 5. 刘中山 中将（1990年6月30日—1994年2月，国防科学技术大学政治委员） 6. 赵吉祥 少将（1994年2月—1999年4月，国防科学技术大学政治委员） 7. 迟万春 中将（1999年4月—2002年11月，国防科学技术大学政治委员） 8. 黄献中 中将（2003年1月—2005年12月，国防科学技术大学政治委员） 9. 徐一天 海军中将（2005年12月—2010年7月，国防科学技术大学政治委员） 10. 王建伟 中将（2010年7月—2017年7月，国防科学技术大学政治委员） 11. 刘念光 中将（2017年7月—2020年12月） 12. 傅爱国 空军少将（2020年12月—2024年9月） 13. 陈国强 空军中将（2024年9月—） 副政治委员 - 刘有光（1954年12月13日—1957年11月，军事工程学院副政治委员） - 张子明（1961年12月24日—1966年3月，军事工程学院副政治委员） - 李开湘（1962年5月26日—1966年3月，军事工程学院副政治委员） - 董启强（1979年1月20日—1985年8月，国防科学技术大学副政治委员） - 姚书梅（1979年4月29日—1985年8月，国防科学技术大学副政治委员） - 王永德 少将（1992年8月28日—1995年7月，国防科学技术大学副政治委员） - 赵吉祥 少将（1993年2月6日—1994年2月；1999年4月—2003年7月，国防科学技术大学副政治委员） - 吴昌孝 少将（1994年2月—1998年7月，国防科学技术大学副政治委员） - 张鹏飞 少将（1995年7月—1999年6月，国防科学技术大学副政治委员） - 欧阳学德 少将（2000年8月—2008年，国防科学技术大学副政治委员） - 于起龙 少将（2003年7月—2010年，国防科学技术大学副政治委员） - 李宁 少将（2010年—2016年，国防科学技术大学副政治委员） - 史衍良 少将（2016年9月—2017年7月，国防科学技术大学副政治委员；2017年7月—，国防科技大学副政治委员） - 刘文军 少将（2017年7月—） 顾问 - 张文峰（1983年12月21日—？，副兵团职顾问） |

| 训练部教育长 （原称训练部部长，后改称教育长） - 陈启智（1981年7月—1985年3月，国防科学技术大学训练部部长） - 吴国平 少将（1985年3月—1991年6月，国防科学技术大学训练部部长） - 温熙森 少将（1991年8月—1992年8月，国防科学技术大学训练部部长；1992年8月—1994年2月，国防科学技术大学教育长） - 齐治昌 少将（1994年2月—1996年12月，国防科学技术大学教育长） - 沈永平 少将（1996年12月—2004年12月，国防科学技术大学教育长） - 周良柱 少将（2004年12月—2006年12月，国防科学技术大学教育长） - 杨学军 少将（2007年—2009年，国防科学技术大学教育长） - 曾淳 少将（2009年—2017年，国防科学技术大学教育长） - 王怀民 少将（2017年7月—2020年7月，副校长兼） - 吴建军少将（2020年7月—，副校长兼） | 政治部主任 （政治部后对外称人力资源部） - 张峰 少将（1985年6月—1990年6月，国防科学技术大学政治部主任） - 吴昌孝 少将（1990年6月—1994年2月，国防科学技术大学政治部主任） - 张鹏飞 少将（1994年2月—1999年6月，国防科学技术大学政治部主任） - 欧阳学德 少将（1999年6月—2000年8月，国防科学技术大学政治部主任） - 黄献忠 少将（2000年8月—2003年1月，国防科学技术大学政治部主任） - 王庆录 少将（2003年1月—2006年11月，国防科学技术大学政治部主任） - 张继温 少将（2006年11月—2011年，国防科学技术大学政治部主任） - 周建设 少将（2011年—2015年5月，国防科学技术大学政治部主任） - 刘文军 少将（2015年5月—2017年7月，国防科学技术大学政治部主任） |

| 科研部部长 - 张银福 少将（1999年6月—2002年6月，国防科学技术大学科研部部长） - 沈志宇 少将（2002年6月—2013年，国防科学技术大学科研部部长） - 刘泽金 少将（2013年—2017年7月，国防科学技术大学科研部部长） | 校务部部长 - 徐行 少将（1985年7月—1992年9月，国防科学技术大学校务部部长） - 段才正 少将（1992年9月—1996年12月，国防科学技术大学校务部部长） - 肖兵 少将（1996年12月—2003年12月，国防科学技术大学校务部部长） - 王广臣 少将（2003年12月—2010年，国防科学技术大学校务部部长） - 黄华田 少将（2010年—2017年7月，国防科学技术大学校务部部长） |

| 研究生院院长 - 陈启智 少将（1985年3月—1990年6月，国防科学技术大学研究生院院长） - 郭桂蓉 少将（1990年6月—1994年2月，国防科学技术大学研究生院院长） - 温熙森 少将（1994年2月—1999年6月，国防科学技术大学研究生院院长） - 张育林 少将（2001年7月—2002年7月，国防科学技术大学研究生院院长） - 曾淳 少将（2002年7月—2008年，国防科学技术大学研究生院院长） - 王振国 少将（2008年—2017年7月，国防科学技术大学研究生院院长） | 纪律检查委员会书记 - 欧阳学德 少将（2000年8月—2008年，国防科学技术大学副政治委员兼） - 于起龙 少将（2008年—2010年，国防科学技术大学副政治委员兼） - 李宁 少将（2010年—2016年，国防科学技术大学副政治委员兼） |

## 院士
| 1980年 | 数理学部     | 庄逢甘                 |
| 1980年 | 技术科学部   | 任新民、梁守槃、慈云桂 |
| 1993年 | 基础科学部   | 周兴铭                 |
| 1993年 | 地学部       | 文圣常                 |
| 1995年 | 化学学部     | 朱起鹤                 |
| 2001年 | 技术科学部   | 庄逢辰、高玉臣         |
| 2003年 | 技术科学部   | 邢球痕、卢柯           |
| 2003年 | 数学物理学部 | 陆埮                   |
| 2009年 | 技术科学部   | 于起峰                 |
| 2011年 | 信息科学部   | 杨学军                 |

| 1994年 | 机械与运载工程学部       | 李鸿志                               |
| 1995年 | 机械与运载工程学部       | 顾懋祥、杨士莪、王兴治、徐滨士、李明 |
| 1995年 | 信息与电子工程学部       | 郭桂蓉                               |
| 1997年 | 机械与运载工程学部       | 高伯龙                               |
| 1997年 | 信息与电子工程学部       | 赵伊君、陈火旺                       |
| 1999年 | 信息与电子工程学部       | 钟山、卢锡城                         |
| 1999年 | 机械与运载工程学部       | 李钊                                 |
| 1999年 | 化工、冶金与材料工程学部 | 王泽山                               |
| 1999年 | 能源与矿业工程学部       | 彭先觉                               |
| 2001年 | 信息与电子工程学部       | 宫先仪                               |
| 2001年 | 机械与运载工程学部       | 王哲荣                               |
| 2001年 | 土木、水利与建筑工程学部 | 郑颖人                               |
| 2001年 | 能源与矿业工程学部       | 顾金才                               |
| 2001年 | 农业、轻纺与环境工程学部 | 潘德炉                               |
| 2003年 | 机械与运载工程学部       | 刘怡昕、宋文骢、黄瑞松、徐玉如       |
| 2003年 | 信息与电子工程学部       | 马远良                               |
| 2003年 | 土木、水利与建筑工程学部 | 王景全                               |
| 2017年 | 机械与运载工程学部       | 王振国                               |
| 2017年 | 信息与电子工程学部       | 刘泽金                               |

## 延伸阅读
- 龚盛辉，国防之光：中国人民解放军国防科学技术大学纪实，人民出版社，2009年
- 国防科技大学校史编审委员会 编，国防科技大学校史，国防科技大学出版社，1993年
- 滕叙兖，哈军工传，湖南科学技术出版社， 2006年